# Xã Holmes, Quận Crawford, Ohio
Xã Holmes (tiếng Anh: Holmes Township) là một xã thuộc quận Crawford, tiểu bang Ohio, Hoa Kỳ. Năm 2010, dân số của xã này là 1.339 người.